# Angular
Angular is een op TypeScript gebaseerd front-end framework dat wordt onderhouden door het Angular Team van Google en een gemeenschap van individuen en bedrijven.

## Uitleg
Angular is de opvolger van AngularJS, en is geheel opnieuw ontworpen. Vaak wordt de term Angular in combinatie met versienummer (bijvoorbeeld 8) gebruikt omdat er anders verwarring ontstaat met AngularJS. Angular is een framework voor het bouwen van cliënttoepassingen in HTML en JavaScript of een taal zoals TypeScript die gecompileerd kan worden naar JavaScript.
Angular combineert declaratieve sjablonen, afhankelijkheidsinjectie, end-to-end tooling en integreert  best practices om knelpunten tijdens de ontwikkelingsfase op te lossen. Angular stelt ontwikkelaars in staat om applicaties te bouwen voor internet, mobiel of desktop.

## Verschillen
Enkele verschillen tussen Angular en AngularJS zijn:
- Angular kent geen bereik of 'scope' van controllers. In plaats hiervan gebruikt het een hiërarchie van componenten als belangrijkste ontwikkelingsarchitectuur.
- Angular heeft een afwijkende syntaxis die zich richt op "[ ]" voor propertybinding, en "( )" voor eventbinding.
- Mobiele ontwikkeling
- Modulariteit
- Alleen geschikt voor moderne browsers, waardoor bekende problemen in oudere browsers niet omzeild hoeven te worden.